# Parapengornis
Parapengornis ist eine ausgestorbene Gattung der Enantiornithes.
Der Gattungsname leitet sich vom altgriechischen para „Biene“ und der verwandten Gattung Pengornis ab.
Die einzig bekannte Art heißt Parapengornis eurycaudatus.
Die Artenbezeichnung ist eine Kombination aus dem griechischen eury „breit“ und dem lateinischen caudatus „Schweif“ und bezieht sich auf sein relativ breites Pygostyl.
Die Benennung und Beschreibung erfolgte 2015 durch Hu Han, Jingmai Kathleen O’Connor und Zhou Zhonghe.

## Überreste
Das Fossil (Holotyp IVPP V18687) wurde in der Jiufotang-Formation entdeckt, welche im heutigen China liegt.
Die Überreste werden auf ca. 120 Millionen Jahre alt geschätzt.
Es zeigt ein fast vollständiges Skelett mit Schädel. Umfangreiche Reste des Gefieders sind erhalten geblieben.
Aufgrund fehlender Wachstumslinien wird das Exemplar als Jungtier deklariert, dass zum Todeszeitpunkt weniger als ein Jahr alt war.
IVPP V18632, welcher zuvor der Gattung Pengornis zugewiesen war, wurde im Nachhinein den Parapengornis untergeordnet.

## Besonderheiten
Es wird vermutet, dass es mehrere Jahre gedauert hat, bis die Skelettreife erreicht war.
Das Pygostyl erinnert an den des Spechts, was darauf hindeuten könnte, dass sie in der Lage waren, auf vertikale Baumoberflächen zu klettern.

### Vergleich zu Pengornis
Parapengornis waren ziemlich große Vögel, genau wie Pengornis.
Obwohl die beiden Gattungen aus denselben Schichten des Fundorts stammen und sich sehr ähnlich sind, gibt es Abweichungen.
Sie werden auf ca. 160 Gramm geschätzt und sind damit leichter als ihre Verwandten, die bei ca. 235 Gramm liegen.
Die Zähne sind kleiner (Kronhöhe ca. 0,5 mm), schlanker, leicht zurückgebogen und ähneln eher den der Eopengornis.
Die Schwanzfedern sind, wie bei den Eopengornis, über die gesamte Länge stiftförmig.
Das Verhältnis vom Mittelfußknochen I zum Mittelfußknochen III ist 1:2, wohingegen das Verhältnis der Pengornis etwa 1:3 beträgt.